# Rennepont
Rennepont es una comuna francesa situada en el departamento de Alto Marne, en la región de Gran Este.

## Demografía
| 175 | 185 | 186 | 197 | 184 | 190 | 131 |
| Para los censos de 1962 a 1999 la población legal corresponde a la población sin duplicidades (Fuente: INSEE [Consultar]) |     |     |     |     |     |     |